# ICC Trophy 2005
L'ICC Trophy 2005 è stato un torneo mondiale di cricket, valido per poter assegnare gli ultimi cinque posti disponibili per la Coppa del Mondo 2007. La vittoria finale è andata per la prima volta alla nazionale scozzese, che ha battuto in finale i padroni di casa irlandesi.

## Formula
Le 12 squadre partecipanti sono state divise in 2 gruppi da sei squadre. Ogni gruppo era un girone all'italiana con partite di sola andata. Le prime due classificate dei gruppi si qualificavano per le semifinali, le squadre piazzate terze e quarti si qualificavano per le semifinali per l'assegnazione di posti 5-8. Le ultime due squadre di ogni girone si qualificavano per le semifinali per l'assegnazione dei posti 9-12. Le prime cinque classificate del torneo ottenevano la qualificazione al mondiale 2007.

## Primo turno

### Gruppo A
| Pos | Squadra             | Giocate | Vinte | Perse | No result | Tie | Net run rate | Marcati   | Subiti     | Punti |
| --- | ------------------- | ------- | ----- | ----- | --------- | --- | ------------ | --------- | ---------- | ----- |
| 1   | Irlanda             | 5       | 4     | 0     | 1         | 0   | +1.494       | 999/199.5 | 701/200    | 9     |
| 2   | Bermuda             | 5       | 3     | 1     | 1         | 0   | +0.695       | 995/200   | 856/200    | 7     |
| 3   | Emirati Arabi Uniti | 5       | 2     | 2     | 1         | 0   | +0.432       | 818/200   | 731/199.5  | 5     |
| 4   | Danimarca           | 5       | 2     | 2     | 1         | 0   | -0.210       | 774/200   | 816/200    | 5     |
| 5   | Uganda              | 5       | 1     | 3     | 1         | 0   | -1.047       | 647/197.4 | 864/200    | 3     |
| 6   | Stati Uniti         | 5       | 0     | 4     | 1         | 0   | -1.385       | 756/200   | 1021/197.4 | 1     |

### Gruppo B
| Pos | Squadra            | Giocate | Vinte | Perse | No result | Tie | Net run rate | Marcati    | Subiti     | Punti |
| --- | ------------------ | ------- | ----- | ----- | --------- | --- | ------------ | ---------- | ---------- | ----- |
| 1   | Scozia             | 5       | 5     | 0     | 0         | 0   | +2.065       | 823/163.1  | 694/233    | 10    |
| 2   | Canada             | 5       | 4     | 1     | 0         | 0   | +0.789       | 1141/221   | 974/222.4  | 8     |
| 3   | Paesi Bassi        | 5       | 3     | 2     | 0         | 0   | +1.451       | 867/191.3  | 707/229.5  | 6     |
| 4   | Namibia            | 5       | 2     | 3     | 0         | 0   | +0.311       | 1080/224.2 | 1035/229.5 | 4     |
| 5   | Papua Nuova Guinea | 5       | 1     | 4     | 0         | 0   | -2.201       | 608/224    | 775/157.4  | 2     |
| 6   | Oman               | 5       | 0     | 5     | 0         | 0   | -2.590       | 545/224    | 879/175    | 0     |

## Playoff IX-XII posto
|  | Semifinali         | Semifinali         | Semifinali  |             |       | Finale | Finale | Finale |  |
|  |                    |                    |             |             |       |        |        |        |  |
|  | Uganda             | Uganda             | 175         |             |       |        |        |        |  |
|  | Uganda             | Uganda             | 175         |             |       |        |        |        |  |
|  | Oman               | Oman               | 181         |             |       |        |        |        |  |
|  | Oman               | Oman               | 181         |             | Oman  | Oman   | 348/7  |        |  |
|  |                    |                    |             |             | Oman  | Oman   | 348/7  |        |  |
|  |                    |                    | Stati Uniti | Stati Uniti | 345/6 |        |        |        |  |
|  | Papua Nuova Guinea | Papua Nuova Guinea | Stati Uniti | Stati Uniti | 345/6 | 171    |        |        |  |
|  | Papua Nuova Guinea | Papua Nuova Guinea |             |             |       |        |        |        |  |
|  | Stati Uniti        | Stati Uniti        | 175/2       |             |       |        |        |        |  |

### Semifinali
| Data          | Luogo                                        | In battuta (nel I innings)          | Al lancio (nel I innings)    | Risultato                        |
| ------------- | -------------------------------------------- | ----------------------------------- | ---------------------------- | -------------------------------- |
| 9 luglio 2005 | Observatory Lane Ground Dublino, Irlanda     | Oman 181 (49.1 overs)               | Uganda 175 (48.5 overs)      | OMA vince di 6 runs Tabellino    |
| 9 luglio 2005 | Merrion Cricket Club Ground Dublino, Irlanda | Papua Nuova Guinea 171 (43.1 overs) | Stati Uniti 175/2 (32 overs) | USA vince di 8 wickets Tabellino |

### Finale per l'XI posto
| Data           | Luogo                                    | In battuta (nel I innings)          | Al lancio (nel I innings) | Risultato                    |
| -------------- | ---------------------------------------- | ----------------------------------- | ------------------------- | ---------------------------- |
| 11 luglio 2005 | Observatory Lane Ground Dublino, Irlanda | Papua Nuova Guinea 203 (49.5 overs) | Uganda 202/9 (50 overs)   | PNG vince di 1 run Tabellino |

### Finale per il IX posto
| Data           | Luogo                                      | In battuta (nel I innings)   | Al lancio (nel I innings) | Risultato                        |
| -------------- | ------------------------------------------ | ---------------------------- | ------------------------- | -------------------------------- |
| 11 luglio 2005 | North County Cricket Club Dublino, Irlanda | Stati Uniti 345/6 (50 overs) | Oman 348/7 (49.1 overs)   | OMA vince di 3 wickets Tabellino |

## Playoff V-VIII posto
|  | Semifinali          | Semifinali          | Semifinali  |             |                     | Finale              | Finale | Finale |  |
|  |                     |                     |             |             |                     |                     |        |        |  |
|  | Emirati Arabi Uniti | Emirati Arabi Uniti | 242/6       |             |                     |                     |        |        |  |
|  | Emirati Arabi Uniti | Emirati Arabi Uniti | 242/6       |             |                     |                     |        |        |  |
|  | Namibia             | Namibia             | 240/7       |             |                     |                     |        |        |  |
|  | Namibia             | Namibia             | 240/7       |             | Emirati Arabi Uniti | Emirati Arabi Uniti | 142    |        |  |
|  |                     |                     |             |             | Emirati Arabi Uniti | Emirati Arabi Uniti | 142    |        |  |
|  |                     |                     | Paesi Bassi | Paesi Bassi | 287/4               |                     |        |        |  |
|  | Paesi Bassi         | Paesi Bassi         | Paesi Bassi | Paesi Bassi | 287/4               | 314/6               |        |        |  |
|  | Paesi Bassi         | Paesi Bassi         |             |             |                     |                     |        |        |  |
|  | Danimarca           | Danimarca           | 225         |             |                     |                     |        |        |  |

### Semifinali
| Data          | Luogo                                            | In battuta (nel I innings)   | Al lancio (nel I innings)            | Risultato                        |
| ------------- | ------------------------------------------------ | ---------------------------- | ------------------------------------ | -------------------------------- |
| 9 luglio 2005 | North County Cricket Club Ground Dublino, Italia | Paesi Bassi 314/6 (50 overs) | Danimarca 225 (48.3 overs)           | NED vince di 89 runs Tabellino   |
| 9 luglio 2005 | Malahide Cricket Club Ground Dublino, Italia     | Namibia 240/7 (50 overs)     | Emirati Arabi Uniti 242/6 (47 overs) | UAE vince di 4 wickets Tabellino |

### Finale per il VII posto
| Data           | Luogo                                  | In battuta (nel I innings) | Al lancio (nel I innings)  | Risultato                       |
| -------------- | -------------------------------------- | -------------------------- | -------------------------- | ------------------------------- |
| 11 luglio 2005 | The Hills Cricket Club Dublino, Italia | Namibia 230/9 (50 overs)   | Danimarca 127 (37.3 overs) | NAM vince di 103 runs Tabellino |

### Finale per il V posto
| Data           | Luogo                                        | In battuta (nel I innings)   | Al lancio (nel I innings)            | Risultato                       |
| -------------- | -------------------------------------------- | ---------------------------- | ------------------------------------ | ------------------------------- |
| 11 luglio 2005 | Clontarf Cricket Club Ground Dublino, Italia | Paesi Bassi 287/4 (50 overs) | Emirati Arabi Uniti 142 (31.3 overs) | NED vince di 145 runs Tabellino |

## Fase finale
|  | Semifinali | Semifinali | Semifinali |        |         | Finale  | Finale | Finale |  |
|  |            |            |            |        |         |         |        |        |  |
|  | Irlanda    | Irlanda    | 241/6      |        |         |         |        |        |  |
|  | Irlanda    | Irlanda    | 241/6      |        |         |         |        |        |  |
|  | Canada     | Canada     | 238/9      |        |         |         |        |        |  |
|  | Canada     | Canada     | 238/9      |        | Irlanda | Irlanda | 277/9  |        |  |
|  |            |            |            |        | Irlanda | Irlanda | 277/9  |        |  |
|  |            |            | Scozia     | Scozia | 324/8   |         |        |        |  |
|  | Scozia     | Scozia     | Scozia     | Scozia | 324/8   | 222/4   |        |        |  |
|  | Scozia     | Scozia     |            |        |         |         |        |        |  |
|  | Bermuda    | Bermuda    | 219/9      |        |         |         |        |        |  |

### Semifinali
| Data          | Luogo                                         | In battuta (nel I innings) | Al lancio (nel I innings)  | Risultato                        |
| ------------- | --------------------------------------------- | -------------------------- | -------------------------- | -------------------------------- |
| 9 luglio 2005 | Clontarf Cricket Club Ground Dublino, Irlanda | Canada 238/9 (50 overs)    | Irlanda 241/6 (49.2 overs) | IRL vince di 4 wickets Tabellino |
| 9 luglio 2005 | The Hills Cricket Club Dublino, Irlanda       | Bermuda 219/9 (50 overs)   | Scozia 222/4 (46.5 overs)  | SCO vince di 6 wickets Tabellino |

### Finale per il III posto
| Data           | Luogo                                         | In battuta (nel I innings) | Al lancio (nel I innings) | Risultato                        |
| -------------- | --------------------------------------------- | -------------------------- | ------------------------- | -------------------------------- |
| 11 luglio 2005 | Malahide Cricket Club Ground Dublino, Irlanda | Bermuda 195 (48.5 overs)   | Canada 197/5 (43.2 overs) | CAN vince di 5 wickets Tabellino |

### Finale
| Data           | Luogo                                         | In battuta (nel I innings) | Al lancio (nel I innings)  | Risultato                      |
| -------------- | --------------------------------------------- | -------------------------- | -------------------------- | ------------------------------ |
| 13 luglio 2005 | Clontarf Cricket Club Ground Dublino, Irlanda | Scozia 324/8 (50.0 overs)  | Irlanda 277/9 (50.0 overs) | SCO vince di 47 runs Tabellino |

## Classifica finale
| Posizione | Squadra             | Esito                                                                         |
| --------- | ------------------- | ----------------------------------------------------------------------------- |
| 1         | Scozia              | Qualificate per la Coppa del Mondo 2007 e ottengono l'ODI status fino al 2009 |
| 2         | Irlanda             | Qualificate per la Coppa del Mondo 2007 e ottengono l'ODI status fino al 2009 |
| 3         | Canada              | Qualificate per la Coppa del Mondo 2007 e ottengono l'ODI status fino al 2009 |
| 4         | Bermuda             | Qualificate per la Coppa del Mondo 2007 e ottengono l'ODI status fino al 2009 |
| 5         | Paesi Bassi         | Qualificate per la Coppa del Mondo 2007 e ottengono l'ODI status fino al 2009 |
| 6         | Emirati Arabi Uniti | Relegate nella Division One 2007                                              |
| 7         | Namibia             | Relegate nella Division One 2007                                              |
| 8         | Danimarca           | Relegate nella Division One 2007                                              |
| 9         | Oman                | Relegate nella Division One 2007                                              |
| 10        | Stati Uniti1        | Relegate nella Division One 2007                                              |
| 11        | Papua Nuova Guinea  | Relegate nella Division One 2007                                              |
| 12        | Uganda              | Relegate nella Division One 2007                                              |

1 -Il 9 agosto 2005 l'ICC espulse dalla competizione la nazionale USA.